# Bruno Junk
Bruno Junk (* 27. September 1929 in Valga, Estland; † 22. September 1995 in Tartu, Estland) war ein sowjetischer Leichtathlet estnischer Herkunft. Der Geher war 1952 und 1956 olympischer Medaillengewinner.

## Sportliche Leistung
Bruno Junk studierte zunächst am Polytechnischen Institut in Tallinn (Tallinna Polütehniline Instituut) Bauwesen und an der Staatlichen Universität Tartu Wirtschaftswissenschaft. Ab 1948 trainierte er selbständig für Laufwettbewerbe.
Bruno Junk gewann bei den Olympischen Sommerspielen 1952 in Helsinki im Alter von 22 Jahren die Bronzemedaille im Gehen (10.000 m). Bei den Olympischen Sommerspielen 1956 in Melbourne errang er die Bronzemedaille im Gehen (20 km) im Alter von 27 Jahren. Viermal war Junk sowjetischer Meister im Gehen (1951 und 1955 über 20 km sowie 1952 und 1953 über 10 km) und von 1948 bis 1959 achtmal estnischer Meister im Gehen. Zwischen 1951 und 1956 stellte er Weltrekorde im Gehen über 15 km und über 20 km auf. Zehnmal verbesserte er sowjetische Rekorde, dreißigmal estnische. 1956 erhielt er den Titel „Meistersportler der Sowjetunion“ und 1969 „Verdienter Sportler der Estnischen SSR“.
Nach seiner aktiven sportlichen Karriere war Junk als Trainer tätig. Daneben arbeitete er im Innenministerium sowie im Polizeiamt der Estnischen SSR. Von 1979 bis 1989 war Junk Vorsitzender der sowjetischen Leichtathletik-Föderation.